# BMW N45
Der BMW N45 ist ein Vierzylinder-Reihenmotor von BMW. Der N45-Motor ist ein überarbeiteter N40-Motor. Der N45-Saugmotor wurde bis zu seinem Einsatz im 116i schon im BMW E46 angeboten. Die Modelle 316ci und 316ti wurden in Ländern mit starker Hubraumbesteuerung eingesetzt, in denen BMW vermutete, dass sich der 1,8-l-N42-Motor nicht verkaufen würde.
Der N45-Motor besitzt wie der N42-Motor die Motorsteuerung ME9, 16 Ventile und verfügt über Doppel-VANOS. Vom N42 unterscheidet er sich hauptsächlich durch die fehlende Valvetronic. Die überarbeitete Version N45N hatte u. a. eine neue Motorsteuerung (wie ME1745).
Eine Sonderstellung nimmt der N45B20S mit 2 Litern Hubraum ein. Er wurde im BMW E90 als 320si verbaut. Dieses Sondermodell wurde 2006 als Homologationsmodell für die WTCC in limitierter Auflage (2600 Stück) angeboten. Der Motor weist einige Besonderheiten auf. So bestehen die Laufbuchsen aus einer Aluminiumlegierung und werden in die Zylinderbohrung gefügt. Bei regulären N45/N46-Motoren bestehen diese aus Grauguss und sind in den Zylinderblock eingegossen. Weitere Besonderheiten sind die verstärkten Pleuel und das Kurbelgehäuse in Bedplate-Bauweise (Aluminium-Gehäuse mit Grauguss-Einlagen). Die Verdichtung wurde von 10,5:1 auf 11:1 erhöht. Die Gussrohlinge für den Zylinderkopf dafür entstehen in der Formel-1-Gießerei im BMW-Werk Landshut. Wegen der hohen thermischen Belastungen im Rennbetrieb wurden die Kühlmittelkanäle des Zylinderkopfes besonders groß ausgelegt und der Wasserkühler der Sechszylinder-Modelle verwendet. Darüber hinaus verfügt der N45B20S über speziell beschichtete Schlepphebel und Einzelzündspulen angesteuerte Zündkerzen. Der Motor wurde im Motorenwerk Hams Hall weitestgehend von Hand hergestellt.

## Daten
| Motortyp | Hubraum          | Bohrung × Hub | Ventile/Zyl. | Verdichtung | Leistung bei 1/min       | Drehmoment bei 1/min | Maximaldrehzahl | Bauzeit   |
| -------- | ---------------- | ------------- | ------------ | ----------- | ------------------------ | -------------------- | --------------- | --------- |
| N45B16   | 1,6 l (1596 cm3) | 84 mm × 72 mm | 4            | 10,5:1      | 85 kW (116 PS) bei 6000  | 150 Nm bei 4300      | 6500 min−1      | 2003–2007 |
| N45NB16  | 1,6 l (1596 cm3) | 84 mm × 72 mm | 4            | 10,5:1      | 85 kW (116 PS) bei 6000  | 150 Nm bei 4300      | 6500 min−1      | seit 2007 |
| N45B20S  | 2,0 l (1997 cm3) | 85 mm × 88 mm | 4            | 11:1        | 127 kW (173 PS) bei 7000 | 200 Nm bei 4250      | 7300 min−1      | 2006      |

## Verwendung
N45B16
- 1,6 Liter (1596 cm³).
- 85 kW (116 PS), 150 Nm
  - 09/2003–05/2006 im E46 316Ci Coupé (nicht in Deutschland erhältlich)
  - 09/2003–05/2006 im E46 316ti Compact (nicht in Deutschland erhältlich)
  - 03/2004–03/2007 im E87 116i
  - 03/2005–03/2007 im E90 316i (nicht in Deutschland erhältlich)

N45NB16
- 1,6 Liter (1596 cm³).
- 85 kW (116 PS), 150 Nm
  - seit 03/2007 im E87 116i (in Deutschland 09/2007 durch N43 ersetzt)
  - seit 03/2007 im E90 316i (nicht in Deutschland erhältlich)

N45B20S
- 2,0 Liter (1997 cm³).
- 126 kW (173 PS), 200 Nm
  - 2006 im E90 320si (auflagenlimitiert)